# Caleruela
Caleruela è un comune spagnolo di 234 abitanti situato nella comunità autonoma di Castiglia-La Mancia.